# Абрамян, Дживан Завенович
Дживан Завенович Абрамян (арм. Ջիվան Զավենի Աբրահամյան, 6 июля 1961, Ереван — 20 июля 1991, село Юхары-Агджакенд) — Национальный герой Армении (1996, посмертно).

## Биография и деятельность
Дживан Абрамян родился 6 июля 1961 года в Ереване. Учился в школе № 111 (которая, по решению Совета старейшин Еревана, с 2010 года носит его имя, находится в Ачапняке).
Абрамян во время службы в армии участвовал в Афганской войне, за что был награждён медалью «За отвагу».
Во время Первой крабахской войны участвовал в боях в Ерасхе, Ноемберяне, Капане, Варденисе, Сисиане, Горисе и Шаумяновском районе Азербайджанской ССР. Летом 1991 года Абрамян отправился в Шаумян, где, вместе с Николаем Айрапетяном и Варданом Тертеряном, погиб во время обороны позиции на дороге, ведущей к высоте «Шампраптук». Похоронен в пантеоне «Ераблур».
20 сентября 1996 года указом президента Армении за выдающиеся заслуги перед родиной Дживан Абрамян был посмертно удостоен высшего звания «Национальный Герой Армении».